# Guerra entre Szczecin y Stargard por el comercio marítimo
La Guerra entre Szczecin y Stargard por el comercio marítimo (también conocida como la Guerra del Trigo) fue un conflicto armado entre las ciudades de Szczecin y Stargard por la primacía en el comercio marítimo, que duró desde 1454 hasta 1464, la cual se remonta a mediados del siglo XIV.
La guerra fue causada por la falta de respeto mutuo hacia unos privilegios que eran contradictorios de facto. Szczecin tenía el derecho de emporio (todos los barcos que salían del ducado debían hacer escala en el puerto de Szczecin), mientras que Stargard tenía el derecho de navegación libre y libre de impuestos hasta el Mar Báltico. Durante el conflicto, hubo numerosas escaramuzas de los opositores, la más trágica de las cuales fue el ataque de los residentes de Stargard en Szczecin el 22 de febrero de 1460, cuando 6 guardias del Puente de Aduanas fueron asesinados y varias docenas de personas fueron hechas prisioneras. La guerra terminó como resultado de la mediación de las ciudades hanseáticas en noviembre de 1464.

## Conflicto

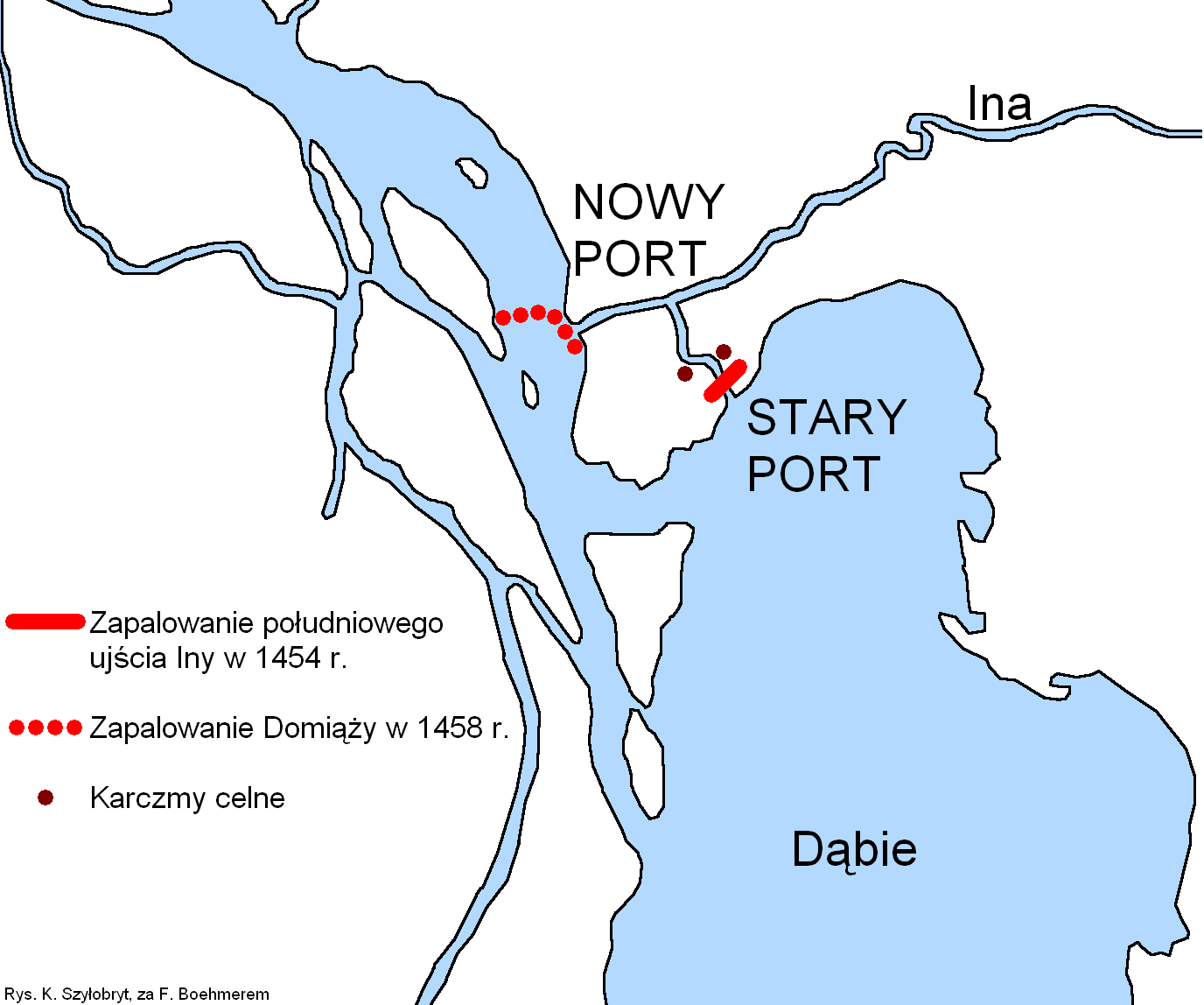
La desembocadura del Ina en el.

El conflicto comenzó en la primavera de 1454, cuando los habitantes de Szczecin destruyeron el puerto de Inoue e incendiaron la desembocadura sur del río Ina. En respuesta, los habitantes de Stargard iniciaron una acción diplomática para desafiar las acciones de Szczecin y desbloquearon parcialmente el lecho del río. Presentaron sus quejas al duque de Słupsk, Erico II, al duque de Wołogoszcz, Vartislao IX, y al obispo de Kamień, Henning. En su carta informaban a sus destinatarios de los daños causados por el enemigo, de las represiones en el ámbito comercial y acusaban a Szczecin de recaudar ilegalmente derechos de aduana sobre el tronco de Goleniów. Además, en respuesta al ataque de Szczecin, Stargard comenzó a cobrar derechos de aduana sobre las mercancías procedentes de Szczecin transportadas a través de la ciudad hacia Pomerania Central y la Gran Polonia.